# Melderfahrrad
Ein Melderfahrrad (auch Meldefahrrad genannt) dient zur nichtmotorisierten, nahezu geräuschlosen Fortbewegung eines Melders. Ein Melder hat die Aufgabe, Nachrichten, Befehle und Anweisungen während eines Einsatzes von Hilfsorganisationen (z. B. Feuerwehr, Technisches Hilfswerk) mündlich und persönlich weiterzugeben. In besonderen Einsatzfällen (z. B. Katastrophenfall) – speziell bei Ausfall oder nicht vorhandener Sprechfunk- oder Telefonverbindung – wird die Mobilität von Meldern mit einem Melderfahrrad oder in motorisierter Variante mit einem Krad sichergestellt.

## Einsatzmöglichkeiten in Deutschland

### Technisches Hilfswerk (THW)
Einheiten des THW werden im Einsatz in der Regel durch einen Zugtrupp (ZTr) geführt. Neben einem motorisierten Einsatzfahrzeug kann gemäß Stärke- und Ausstattungsnachweisung ein „Meldefahrrad für Melde- und einfache Transportaufgaben auch auf unbefestigten Wegen, welches kompakt verlastet werden kann“ als Ergänzungsausstattung mitgeführt werden.

#### Einsätze
Zu Beginn des 21. Jahrhunderts bewährten sich die – teilweise als veraltet angesehenen – Fahrräder erneut, da sie während der Bewältigung großer Naturkatastrophen (z. B. Hochwasser) schnell, leicht und flexibel von jedermann ohne eine spezielle Ausbildung auch in schwierigem Gelände einsetzbar sind. Einsatzmöglichkeiten sind: Deichaufsicht, Kontrollfahrten, Schlauchsichtungen, Erkundungen, Kleinteilelogistik.

### Ausstattung
Ein Melderfahrrad älterer Bauweise war baugleich mit einem normalen Straßenfahrrad (Herren-Tourenrad), ausgerüstet mit handelsüblichen Nabenschaltungen. Bei Neu- oder Ersatzbeschaffungen von Melderfahrrädern werden inzwischen modernere Bauarten wie Mountainbikes bevorzugt. Diese können je nach topografischer Beschaffenheit des Einsatzgebietes unterschiedlich bestückt sein, was Rahmen- und Lenkerform, Beleuchtung, Gangschaltung (Kettenschaltung mit individuell angepasster Übersetzung) und Bereifung angeht.